# Białczańska Przełęcz Wyżnia
Białczańska Przełęcz Wyżnia (niem. Obere Froschscharte, Froschmönchscharte, słow. Vyšné Bialčanské sedlo, węg. Felső-Békás-csorba, 2085 m) – dwusiodłowa przełęcz w Żabiej Grani (Žabí hrebeň) w Tatrach Wysokich. Rozdzielona jest przez dziesięciometrowej wysokości Białowodzką Turniczkę (Bielovodská vežička, 2095 m n.p.m.). Siodła leżą nieomal na tej samej wysokości (północne, główne siodło jest nieco niższe). Pomiędzy siodłami można łatwo przemieścić się po wschodniej stronie turniczki.
Białczańska Przełęcz Wyżnia znajduje się pomiędzy wierzchołkami Żabiego Szczytu Wyżniego (Veľký Žabí štít, 2259 m) a Żabim Mnichem (Žabí Mních, 2146 m). Bardzo rzadko jest dla taterników celem samym w sobie. Jest używana głównie jako najłatwiejsza droga zejściowa z tych szczytów. Prowadzi przez nią także najkrótsza droga z Morskiego Oka pod Galerię Gankową i inne cele wspinaczkowe w Dolinie Ciężkiej, jednakże po słowackiej stronie jest to zamknięty dla turystów i taterników obszar ochrony ścisłej Bielovodská dolina (zakaz przejścia).
Przez Białczańską Przełęcz Wyżnią przebiega granica polsko-słowacka. Na polską stronę (na południowy zachód) opada z przełęczy Wyżni Białczański Żleb. Prowadzi nim znad Czarnego Stawu pod Rysami popularna taternicka ścieżka. Jest tak często używana, że występuje na niej zjawisko zwane erozją taternicką. Na słowacką stronę, do Doliny Żabiej Białczańskiej opada z przełęczy głęboko wcięty i wąski Białczański Kanion.

## Drogi wspinaczkowe
Najłatwiejsze wejście na Wyżnią Białczańską Przełęcz prowadzi znad Czarnego Stawu poprzez Owczy Uplaz, Białczański Upłaz i górną częścią Wyżniego Białczańskiego Żlebu. Jest jednak tak okrężne, że praktycznie nigdy nie używane. Standardowo taternicy wychodzą znad Czarnego Stawu na przełęcz Wyżnim Białczańskim Żlebem (droga nr 3).
1. Wprost dolnym kominem; V w skali tatrzańskiej. czas przejścia 3 godz., miejscami kruszyzna
2. Lewą gałęzią żlebu, przez lodospad; 2 godz. 30 min, nachylenie lodospadu miejscami 80°
3. Lewą gałęzią żlebu z ominięciem progu; I, 1 godz.
4. Z południowego brzegu Czarnego Stawu przez Białczański Upłaz i Wyżni Lalkowy Przechód; I, 1 godz.
5. Przez Mokrą Wantę; I, 1 godz.
6. Z Białczańskiej Przełęczy Pośredniej obchodząc masyw Żabiego Mnicha po zachodniej stronie; 0+ lub I, 45 min
7. Z Białczańskiej Przełęczy dolnym trawersem po wschodniej stronie; 0-, krótki odcinek I
8. Z Żabiej Doliny Białczańskiej; 0+, odcinek I[3]

## Historia zdobycia
Wejście na przełęcz znane było od dawna juhasom i koźlarzom. Jej nazwa pochodzi zapewne od położonej na północny wschód od niej Doliny Żabich Stawów Białczańskich.
Pierwsze odnotowane wejścia turystyczne:
- latem – Janusz Chmielowski, Károly Jordán, Adam Kroebl, Stanisław Krygowski, Tadeusz Łopuszański oraz przewodnicy Jakub Bachleda, Klemens Bachleda, Jan Karpiel, Jędrzej Marusarz Jarząbek, Jan Stopka Ceberniak młodszy, 26 lipca 1905 r.,
- zimą – Jan Kazimierz Dorawski, Kazimierz Piotrowski, Adam Sokołowski, 6 kwietnia 1925 r.[2]

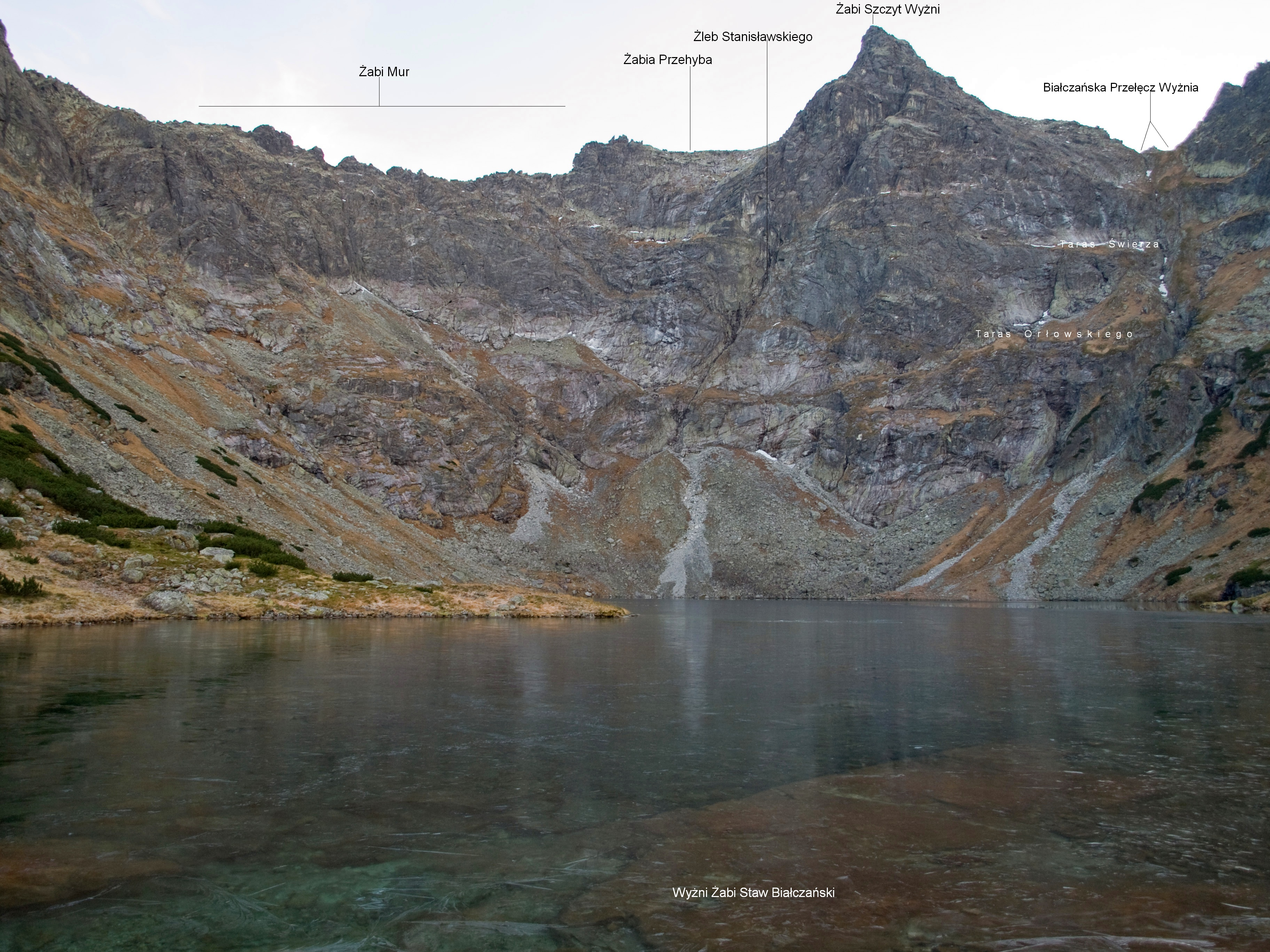
Widok znad Wyżniego Żabiego Stawu
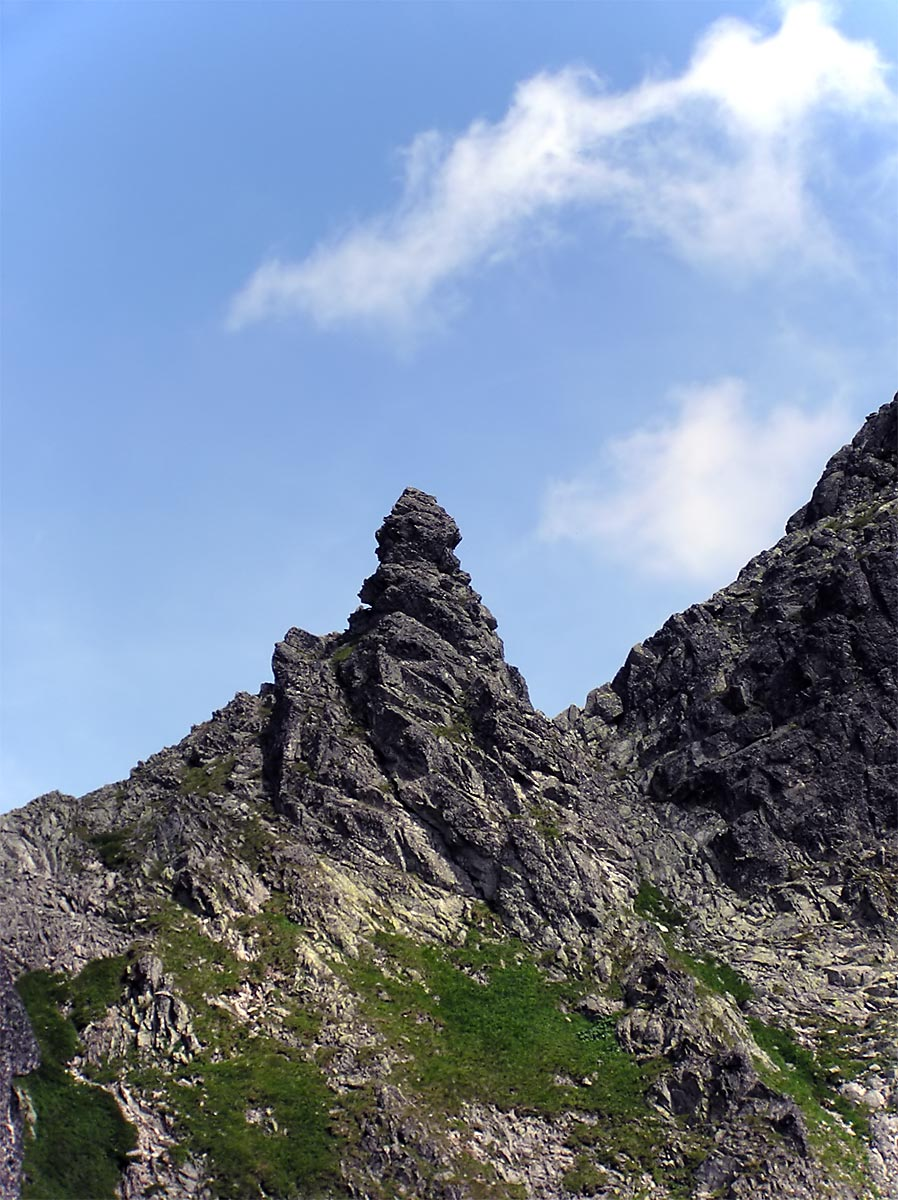
Białowodzka Turniczka i siodła przełęczy
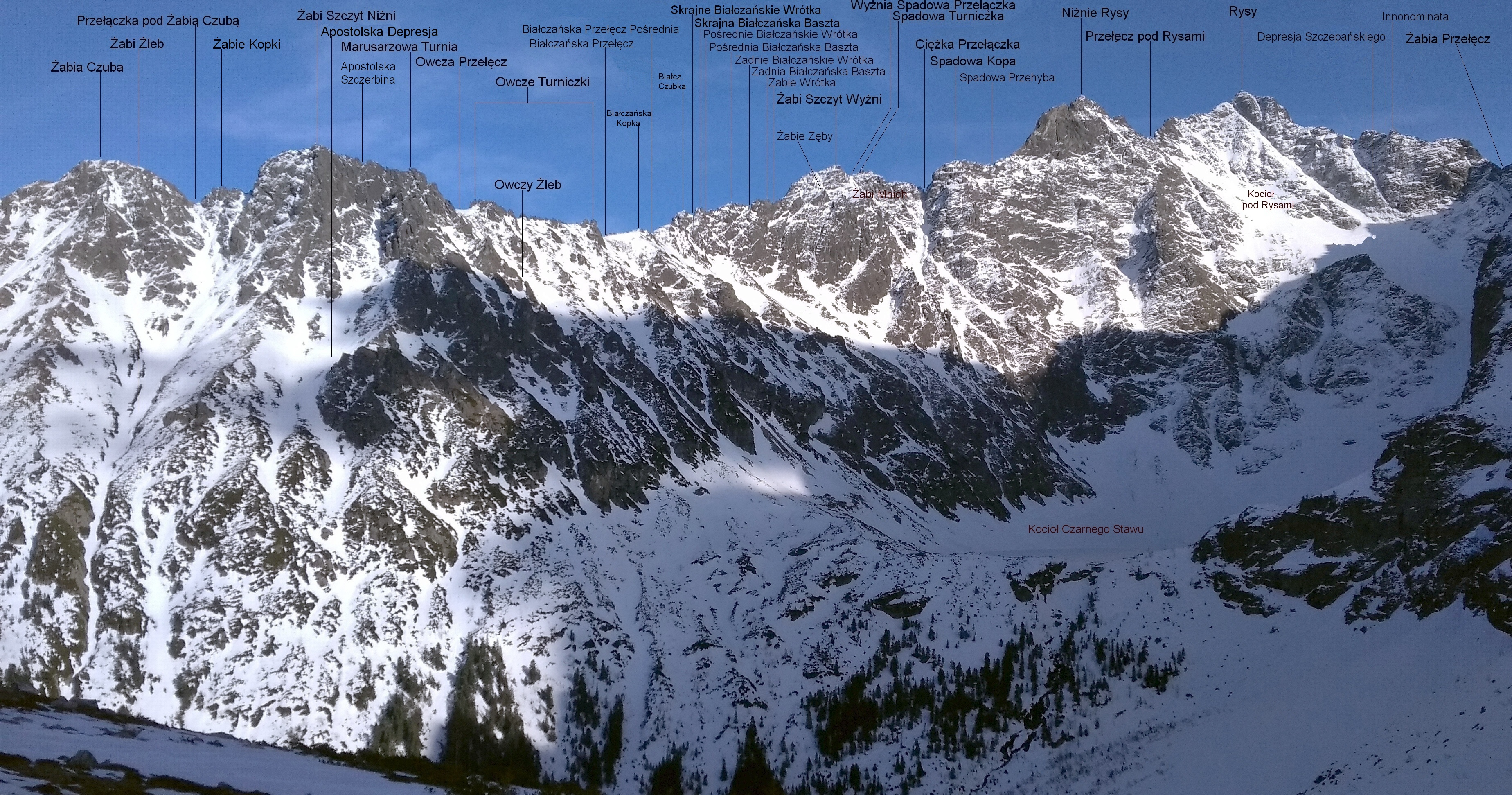
Widok z Doliny za Mnichem. Przełęcz wśród podpisanych obiektów